# Penny Green
Penny Green (1957) is criminoloog aan de Queen Mary Universiteit in Londen. 
Zij werd in maart 2016 genoemd als rapporteur voor de Mensenrechtenraad van de Verenigde Naties voor de situatie van de mensenrechten in de sinds 1967 door Israël bezette gebieden. Na internationale protesten, o.a. omdat zij zou sympathiseren met de BDS-beweging, werd Michael Lynk benoemd.
- Gemeinsame Normdatei: 1012220176
- International Standard Name Identifier: 0000 0001 1933 1967
- Library of Congress Control Number: n90644597
- Nationale Bibliotheek van Israël: 987007442301605171
- Nederlandse Thesaurus van Auteursnamen: 111181712
- Système universitaire de documentation: 080088813
- Virtual International Authority File: 28692259
- WorldCat: E39PBJwtqJh3CDhPKM4WQ4X68C